# Вісенте Асенсі
Вісенте Асенсі Альбентоса (ісп. Vicente Asensi Albentosa; 28 січня 1919, Л'Алкудія-де-Креспінс — 2 вересня 2000, Валенсія) — іспанський футболіст, що грав на позиції півзахисника, зокрема, за клуб «Валенсія», а також національну збірну Іспанії. По завершенні ігрової кар'єри — тренер.

## Клубна кар'єра
У футболі дебютував 1939 року виступами за команду «Бурджасот», в якій провів один сезон.
Своєю грою за цю команду привернув увагу представників тренерського штабу клубу «Валенсія», до складу якого приєднався 1940 року. Відіграв за валенсійський клуб наступні дванадцять сезонів своєї ігрової кар'єри. Більшість часу, проведеного у складі «Валенсії», був основним гравцем команди.
Завершив професійну ігрову кар'єру у клубі «Месталья», за команду якого виступав протягом 1954—1955 років.

## Виступи за збірну
1945 року дебютував в офіційних матчах у складі національної збірної Іспанії. Протягом кар'єри у національній команді провів у її формі 6 матчів.
У складі збірної був учасником чемпіонату світу 1950 року у Бразилії, де зіграв в останньому матчі своєї команди зі Швецією (1-3) на другому груповому етапі.

## Кар'єра тренера
Розпочав тренерську кар'єру невдовзі по завершенні кар'єри гравця, 1958 року, очоливши тренерський штаб клубу «Онда».
Останнім місцем тренерської роботи був клуб «Кастельйон», головним тренером команди якого Вісенте Асенсі був протягом 1962 року.
Помер 2 вересня 2000 року на 82-му році життя у місті Валенсія.

## Титули і досягнення
- Володар Кубка Іспанії (2):

«Валенсія»: 1941, 1948-49
- Чемпіон Іспанії (3):

«Валенсія»: 1941-42, 1943-44, 1946-47
- Володар Кубка Еви Дуарте (1):

«Валенсія»: 1949